# Dos locos en escena
Dos locos en escena es una película de comedia musical mexicana filmada en 1959 y estrenada el 1 de enero de 1960, escrita por Roberto Gómez Bolaños «Chespirito», dirigida por Agustín P. Delgado y protagonizada por Viruta y Capulina, junto a las actrices, Flor Silvestre y Marina Camacho. Esta película marca el debut actoral de Chespirito, más conocido por aparecer años después en otras películas filmadas a color, Operación carambola y El zángano (ambas de 1968) con Gaspar Henaine «Capulina».

## Resumen
Viruta y Capulina son un par de artistas que trabajan en un teatro, donde son novios de Cristal (Flor Silvestre) y Coquis (Marina Camacho), dos hermosas bailarinas quienes también laboran en el mismo lugar. El dueño del teatro acaba de cerrar un nuevo trato con Don Juan (Chespirito), un empresario que se la pasa borracho y que aportará el dinero para pagar la nómina de los empleados. El propietario le dará el dinero a uno de sus artistas, Trinquetes, para que él lo reparta entre el resto de sus compañeros y aquí es donde comenzarán a enredarse todo.
Trinquetes es un antiguo bandido que traicionó a un compañero años atrás, y este último regresa para cobrar venganza. Para esto, se cuela en el teatro y se hace pasar por mozo gracias a la ayuda de un amigo, situación que aprovecha para citar a Trinquetes en el camerino de Cristal con una falsa nota y allí mismo matarlo al clavarle una aguja en el corazón. Los asesinos le quitan el dinero con el que habría de pagar al resto de artistas y lo esconden dentro de uno de los muebles.
Cuando Viruta y Capulina entran al camerino de Cristal en búsqueda de la bailarina, lo único que encontrarán es el cadáver de Trinquetes. Ellos pensarán que Cristal es la responsable del asesinato, por lo cual harán todo lo posible por encubrirla y que nadie se dé cuenta, misión que se pondrá muy compleja cuando el dueño del teatro, al recibir reclamos por la falta de pagos y al darse cuenta de la desaparición de Trinquetes, manda a vigilar todas las entradas y salidas del lugar además de llamar un detective para hacer la investigación pertinente.
Mientras tanto la función debe continuar y el lugar en escena del desaparecido será tomado por Capulina, algo que resulta todo un éxito entre los espectadores debido a la gracia involuntaria con la cuenta de este último, arrancando sonoras carcajadas entre los asistentes con sus accidentadas acciones.
Mientras tanto, el detective de la policía comienza con su investigación. Es entonces que los verdaderos asesinos percatan que han dejado un cabo suelto, ya que la nota con la que engañaron a Trinquetes quedó en el bolsillo del mismo, y esto podría delatarlos. Por lo tanto van en búsqueda del cadáver al camerino de Cristal para darse cuenta de que ya lo han movido de lugar.
A partir de este momento, comenzarán a suscitarse un sinfín de confusas y divertidas situaciones entre los asesinos y Viruta y Capulina: los primeros intentando recuperar la nota y cubrir su crimen, mientras los segundos intentan ocultar al muerto para encubrir a Cristal y Coquis, pues siguen creyendo que ellas son las asesinas.
Todo esto aunado a la embriaguez constante de Don Juan, hará que todas las historias se enreden y que entonces se piense que Viruta y Capulina son los culpables del asesinato de Trinquetes y además de haber robado el dinero para pagarle a los artistas. Finalmente, cuando están a punto de atraparlos se provoca un desastre en el escenario que permite esclarecer quienes son los verdaderos criminales, que pese a hacer un último intento para salirse con la suya, terminarán siendo atrapados gracias al ingenio de Viruta y Capulina.

## Elenco
- Marco Antonio Campos como Viruta
- Gaspar Henaine como Capulina
- Flor Silvestre como Cristal
- Marina Camacho como Coquis
- Aída Araceli como Bailarina
- Roberto Gómez Bolaños "Chespirito" como Don Juan.
- Tito Novaro
- Jorge Russek
- Armando Sáenz como Empresario
- Sergio Jurado
- Jorge Casanova como Trinquetes
- Maricarmen Vela como Bailarina
- Mercedes Ruffino como Cantante de ópera
- Cecilia Brañas Montero
- Rica Osorio como Bailarina
- Francisco Meneses
- Jorge Zamora "Zamorita"

## Canciones
- «La joven mancornadora», interpretada por Flor Silvestre.
- «Ansiedad», interpretada por Flor Silvestre